# Almásfüzitő felső
Almásfüzitő felső je železniční stanice v maďarské obci Almásfüzitő, která se nachází v župě Komárom-Esztergom. Stanice byla otevřena v roce 1884, kdy byla zprovozněna trať mezi Budapeští a městem Komárom.

## Provozní informace
Stanice má celkem 2 nástupiště a 3 nástupní hrany. Ve stanici není možnost zakoupení si jízdenky a je elektrizovaná střídavým proudem 25 kV, 50 Hz. Provozuje ji společnost MÁV.

## Doprava
Zastavují zde pouze osobní vlaky, které jezdí do Budapešti, Székesfehérváru, Ostřihomi, a Győru. Projíždějí zde mezinárodní vlaky EuroCity a railjet.

## Tratě
Stanicí prochází tato trať:
- Budapešť–Hegyeshalom–Rajka (MÁV 1)

## Galerie

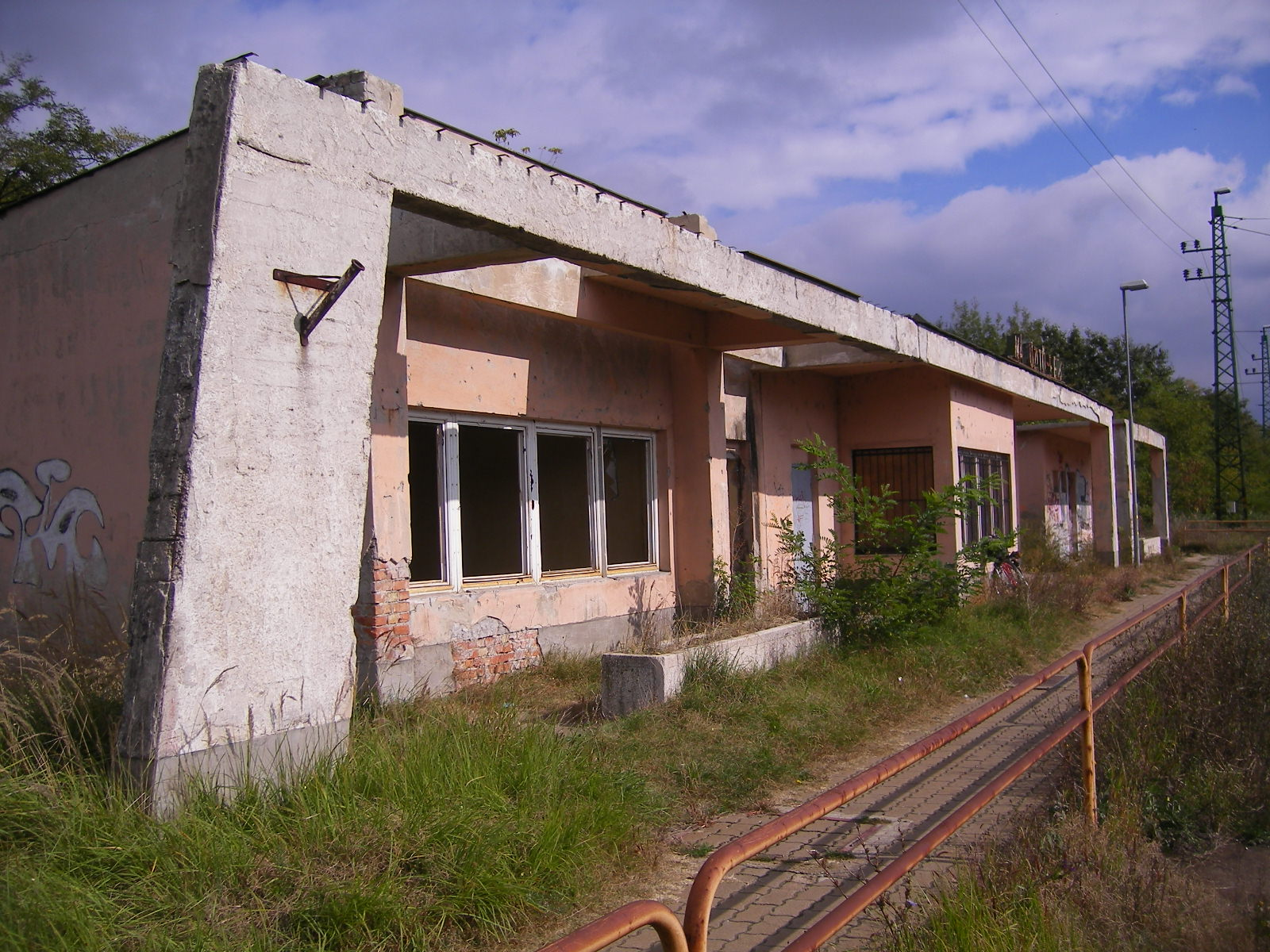
Pohled na bývalou staniční budovu.
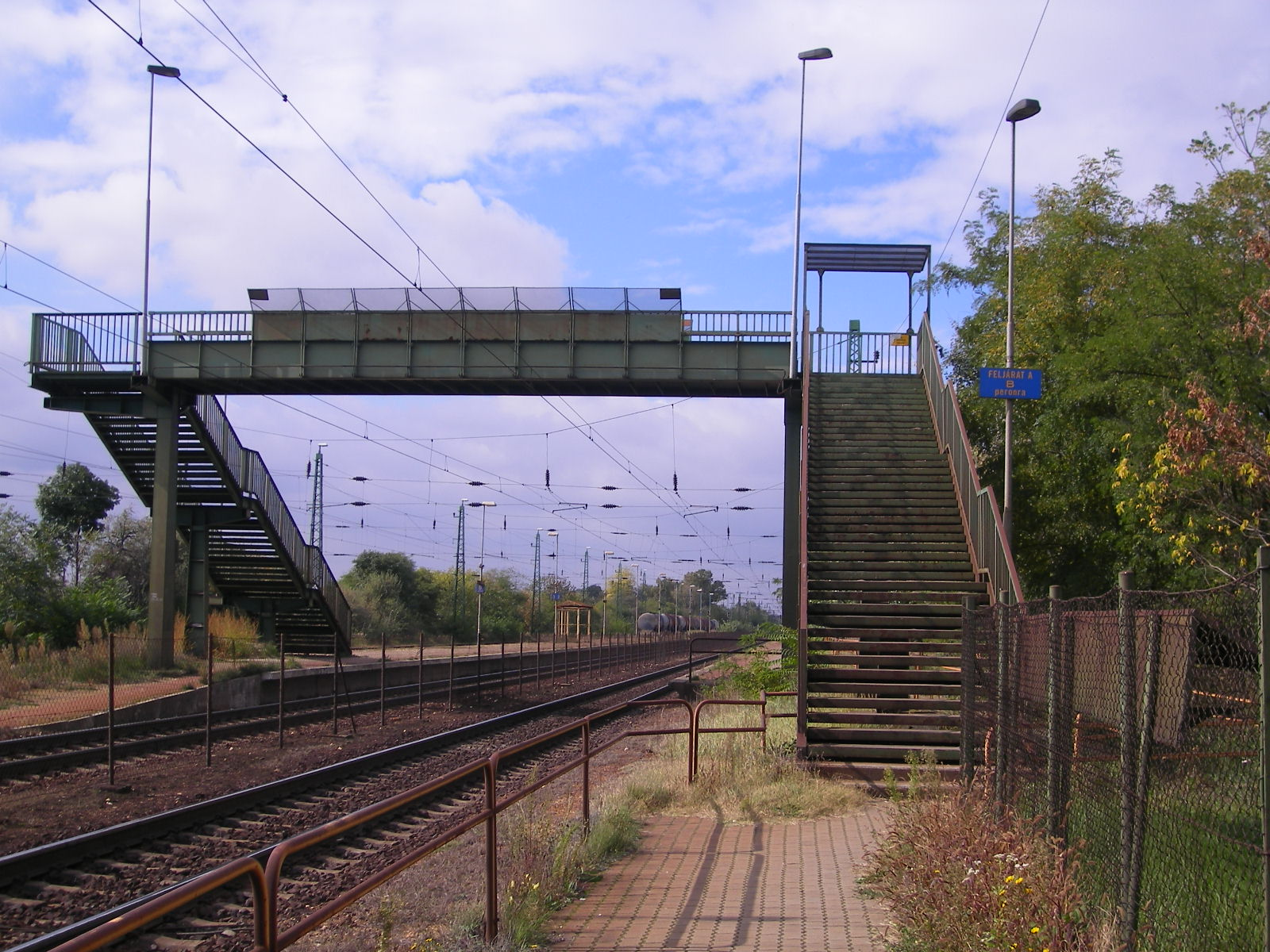
Pohled na nástupiště a nadchod.
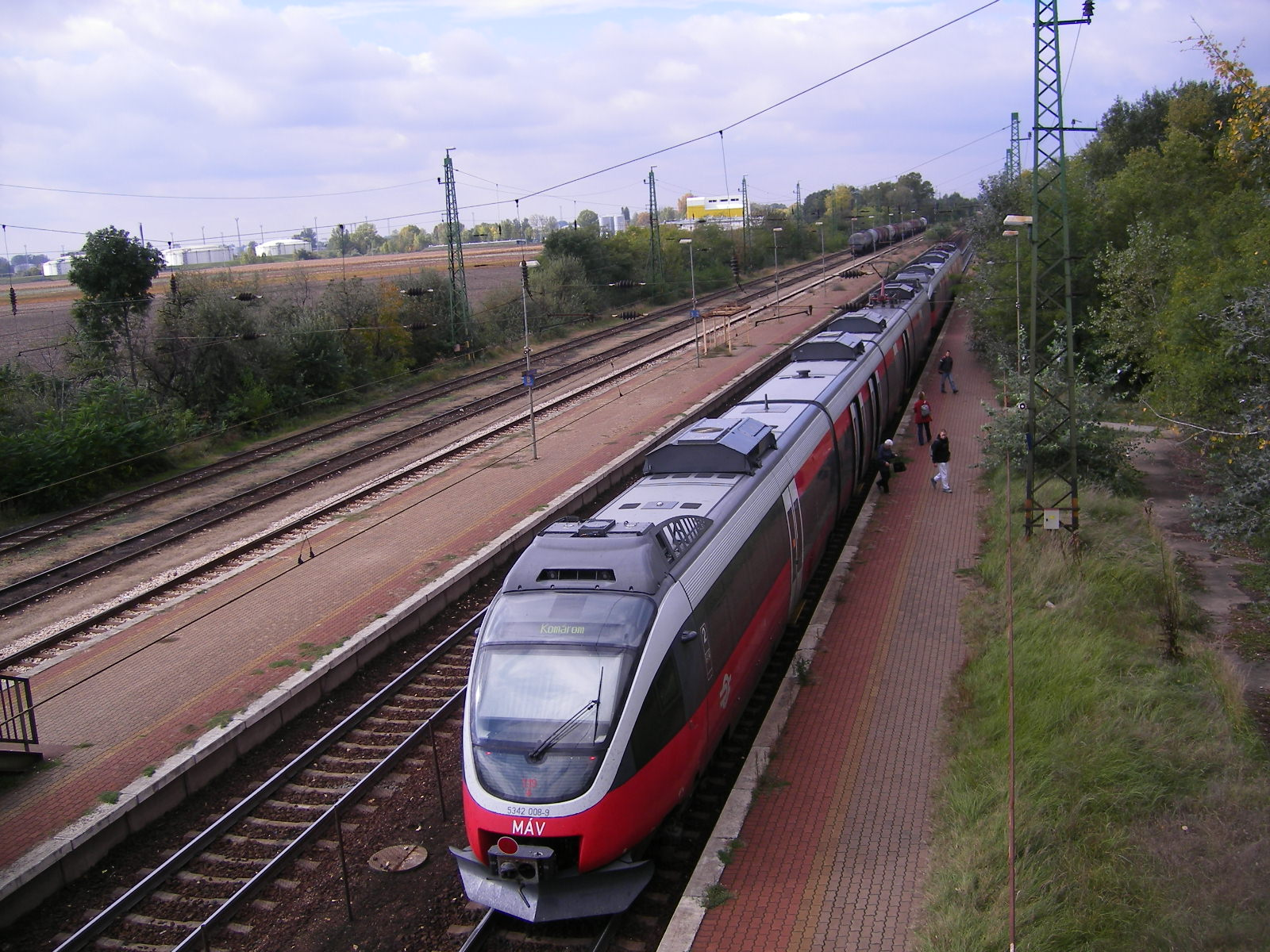
Jednotka Bombardier Talent ve stanici.